# خط عرض 61° شمال
خط عرض 61° شمال هي إحدى دوائر العرض الجغرافية، وهي دوائر وهمية تحيط بالكرة الأرضية، وموازية لخط الاستواء، وتتميز هذه الدائرة بأن الأراضي الواقعة عليها تنتمي للمنطقة القطبية.

## حول العالم
خط عرض 61° شمال يبدأ من خط الزوال الأولي ويتجه شرقا ويمر عبر:
| الإحداثيات                           | البلد أو الإقليم أو البحر | ملاحظات |
| ------------------------------------ | ------------------------- | --- |
| 61°0′N 0°0′E / 61.000°N 0.000°E      | المحيط الأطلسي            | Defines the border between بحر الشمال وبحر النرويج                                                           |
| 61°0′N 4°40′E / 61.000°N 4.667°E     | النرويج                   | جزر Ytre Sula وHiserøyna, و the mainland                                                                     |
| 61°0′N 12°14′E / 61.000°N 12.233°E   | السويد                    | |
| 61°0′N 17°13′E / 61.000°N 17.217°E   | بحر البلطيق               | خليج بوثنيه                                                                                                  |
| 61°0′N 21°17′E / 61.000°N 21.283°E   | فنلندا                    | |
| 61°0′N 28°41′E / 61.000°N 28.683°E   | روسيا                     | مرورا عبر بحيرة لادوغا، بحيرة أونيغا و by the approximate نقطة أسفل مركز الزلزال of the 1908 انفجار تونغوسكا |
| 61°0′N 156°5′E / 61.000°N 156.083°E  | بحر أوخوتسك               | Gizhigin Bay                                                                                                 |
| 61°0′N 159°53′E / 61.000°N 159.883°E | روسيا                     | |
| 61°0′N 161°10′E / 61.000°N 161.167°E | بحر أوخوتسك               | Penzhin Bay                                                                                                  |
| 61°0′N 163°30′E / 61.000°N 163.500°E | روسيا                     | شبه جزيرة كامشاتكا                                                                                           |
| 61°0′N 172°11′E / 61.000°N 172.183°E | بحر بيرنغ                 | |
| 61°0′N 165°10′W / 61.000°N 165.167°W | الولايات المتحدة          | ألاسكا |
| 61°0′N 151°30′W / 61.000°N 151.500°W | Cook Inlet                | |
| 61°0′N 150°31′W / 61.000°N 150.517°W | الولايات المتحدة          | ألاسكا - شبه جزيرة كيناي                                                                                     |
| 61°0′N 150°19′W / 61.000°N 150.317°W | Cook Inlet                | Turnagain Arm                                                                                                |
| 61°0′N 149°39′W / 61.000°N 149.650°W | الولايات المتحدة          | ألاسكا |
| 61°0′N 141°0′W / 61.000°N 141.000°W  | كندا                      | يوكون (إقليم) الأقاليم الشمالية الغربية - مرورا عبر the بحيرة جريت سليف نونافوت                              |
| 61°0′N 94°10′W / 61.000°N 94.167°W   | خليج هدسون                | |
| 61°0′N 77°59′W / 61.000°N 77.983°W   | كندا                      | كيبك - شبه جزيرة أونغافا [لغات أخرى]‏ نونافوت - Diana Island                                                  |
| 61°0′N 69°55′W / 61.000°N 69.917°W   | Diana Bay                 | |
| 61°0′N 69°40′W / 61.000°N 69.667°W   | كندا                      | كيبك - شبه جزيرة أونغافا [لغات أخرى]‏                                                                         |
| 61°0′N 69°28′W / 61.000°N 69.467°W   | مضيق هدسون                | |
| 61°0′N 64°43′W / 61.000°N 64.717°W   | مضيق دافيس                | |
| 61°0′N 48°24′W / 61.000°N 48.400°W   | جرينلاند                  | |
| 61°0′N 42°41′W / 61.000°N 42.683°W   | المحيط الأطلسي            | مرورا بشمال Out Stack، Muckle Flugga وUnst، جزر شتلاند، اسكتلندا, المملكة المتحدة                            |